# Doctor Dolittle (personaje)
El doctor John Dolittle es el personaje central de una serie de libros infantiles de Hugh Lofting que comienza con la historia del año 1920 del doctor Dolittle. Es un veterinario que rechaza a los pacientes humanos en favor de los animales, con quienes puede hablar en sus propios idiomas. Más tarde se convierte en naturalista, usando sus habilidades para hablar con animales para comprender mejor la naturaleza y la historia del mundo.
El doctor Dolittle apareció por primera vez en las cartas ilustradas del autor a sus hijos, escritas desde las trincheras durante la Primera Guerra Mundial cuando las noticias reales, dijo más tarde, eran demasiado horribles o demasiado aburridas. Las historias se desarrollan a principios de la Inglaterra victoriana, donde el doctor John Dolittle vive en el pueblo inglés ficticio de Puddleby-on-the-Marsh, en el oeste del país.
El doctor Dolittle tiene algunos amigos humanos cercanos, incluidos Tommy Stubbins y Matthew Mugg, el hombre de la carne de los gatos. El equipo animal incluye a Polinesia (un loro), Gub-Gub (un cerdo), Jip (un perro), Dab-Dab (un pato), Chee-Chee (un mono), Too-Too (un búho), el Pushmi -pullyu, y un ratón blanco más tarde llamado simplemente "Whitey".

## Inspiración
Una inspiración para su personaje parece ser el cirujano escocés John Hunter.

## Historias
La historia del doctor Dolittle: Es la historia de su peculiar vida en el hogar y sus asombrosas aventuras en zonas extranjeras nunca antes vistas (1920) es así como comienza la serie. La secuela Los viajes del Doctor Dolittle (1922) ganó la prestigiosa Medalla Newbery. Los siguientes tres, la oficina de correos del Doctor Dolittle (1923), el Circo del Doctor Dolittle (1924) y la Caravana del Doctor Dolittle (1926) tienen lugar durante y/o después de los eventos de La historia del Doctor Dolittle. Siguieron cinco novelas más, y después de la muerte de Lofting en 1947, aparecieron dos volúmenes más de piezas cortas, inéditas.
Las historias, en orden de publicación, son:
1. La historia del doctor Dolittle (1920)
2. Los viajes del doctor Dolittle (1922)
3. La Oficina de Correos del Doctor Dolittle (1923)
4. La Historia de Mrs. Tubbs (1923)
5. El Circo del Doctor Dolittle (1924)
6. Poesía de las gachas (1924)
7. El Parque Zoológico del Doctor Dolittle (1925)
8. La Caravana del Doctor Dolittle (1926)
9. El Jardín del Doctor Dolittle (1927)
10. Doctore Dolittle en la Luna (1928)
11. Nora Ruidosa (1929)
12. El Crepúsculo de Magia (1930)
13. El Libro de Gub-Gub, Una Enciclopedia de Comida (1932)
14. El Retorno del Doctor Dolittle (1933)
15. El Libro del Cumpleaños del Doctor Dolittle (1936)
16. Tommy, Tilly, y La Señora Tubbs (1936)
17. La Victoria para los Muertos (1942)
18. Doctor Dolittle y el Lago Secreto (1948)
19. Doctor Dolittle y el Canario Verde (1950)
20. Las Charco-Aventuras del Doctor Dolittle (1952)

"El perro de mar"
"Tordillo"
"La ambulancia del perro"
"El hombre aturdido"
"Los gritones Crestados"
"Los Marcianos de pecho verde"
"La historia del gusano"
"El niño perdido"
El libro de Gub Gub: An Encyclopaedia of Food (1932) está supuestamente escrito por el cerdo. Es una serie de viñetas de animales con temas de alimentos. En el texto, se cae la pretensión de la autoría de Gub-Gub; Tommy Stubbins, el asistente del Dr. Dolittle, explica que está informando una serie de discursos de Gub-Gub a los otros animales de la casa Dolittle alrededor del fuego de la noche. Stubbins también dice que la versión completa de la enciclopedia de Gub-Gub, que era una colección inmensa y mal organizada de garabatos escritos por el cerdo en un idioma para cerdos inventado por el Dr. Dolittle, era demasiado larga para traducir al inglés.
El libro de cumpleaños del Doctor Dolittle (1936) es un pequeño libro ilustrado con imágenes y citas de las historias anteriores. Al parecer, entre el retorno del Doctor Dolittle y Doctor Dolittle y el Secreto del Lago.
El "Doctor Dolittle se encuentra con un londinense en París" es una historia corta incluida en The Flying Carpet , pp. 110-19 (1925), una antología de cuentos y poemas infantiles con ilustraciones de Cynthia Asquith.

## Cronología
Los principales eventos de La historia del doctor Dolittle tienen lugar entre los años 1819 y 1820, aunque los eventos de los primeros capítulos parecen extenderse a lo largo de varios años. Los viajes del Doctor Dolittle comienzan en 1839. Las referencias de la historia de fondo indican que el Dr. Dolittle viajó al Polo Norte en abril de 1809, y ya sabía cómo hablar con algunas especies de animales en esa fecha, lo que sugiere que los primeros capítulos de La historia del Doctor Dolittle tiene lugar antes de esa fecha. Sin embargo, es posible que la cronología interna no sea consistente.
La cronología interna de los libros es algo diferente del orden de publicación. El primer libro es seguido por el Circo del Doctor Dolittle (1924), la Caravana del Doctor Dolittle (1926), el Doctor Dolittle y el Canario Verde (1950) y la Oficina de Correos del Doctor Dolittle (1923). Solo entonces sigue el segundo libro, The Voyages of Doctor Dolittle (1922), seguido por el Doctor Dolittle's Zoo (1925). Después de eso, se restaura el orden de publicación; El Doctor Dolittle's Garden (1927) es seguido por el Doctor Dolittle en la Luna (1928) y el Doctor Dolittle's Return (1933), terminando con el Doctor Dolittle y el Lago Secreto (1948).
Las historias, en orden de cronología interna, son:
- La historia del doctor Dolittle (1920)
- "The Green Breasted Martins" (sigue el Capítulo XII en La historia del doctor Dolittle ; recopilado en Doctor Dolittle's Puddleby Adventures (1952))
- Doctor Dolittle's Circus (1924)
- La caravana del doctor Dolittle (1926)
- "The Crested Screamers" (se lleva a cabo dentro de la Parte Uno, Capítulo 12 de la Caravana del Doctor Dolittle ; recogido en las Aventuras del Charco del Doctor Dolittle (1952))
- "The Lost Boy" (se lleva a cabo dentro de la Parte Uno, Capítulo 12 de la Caravana del Doctor Dolittle ; recogido en las Aventuras del Charco del Doctor Dolittle (1952))
- Doctor Dolittle y el canario verde (1950)
- "El doctor Dolittle se encuentra con un londinense en París " (1925 - sin recoger)
- La oficina de correos del doctor Dolittle (1923)
- Los viajes del doctor Dolittle (1922)
- Doctor Dolittle's Zoo (1925)
- Doctor Dolittle's Garden (1927)
- "The Sea Dog" (tiene lugar al comienzo del Doctor Dolittle's Garden ; recopilado en Doctor Dolittle's Puddleby Adventures (1952))
- "Dapple" (se lleva a cabo al comienzo del Doctor Dolittle's Garden ; recopilado en Doctor Dolittle's Puddleby Adventures (1952))
- "The Dog Ambulance" (tiene lugar al comienzo del Doctor Dolittle's Garden ; recopilado en Doctor Dolittle's Puddleby Adventures (1952))
- "El hombre aturdido" (tiene lugar al comienzo del Jardín del Doctor Dolittle ; recogido en las Aventuras del Charco del Doctor Dolittle (1952))
- "The Story of the Maggot" (dado un resumen muy reducido al final de las primeras impresiones de la Parte Dos, Capítulo 4 del Doctor Dolittle's Garden ; recopilado en Doctor Dolittle's Puddleby Adventures (1952))
- El libro de Gub Gub: una enciclopedia de alimentos (1932)
- Doctor Dolittle en la luna (1928)
- El regreso del doctor Dolittle (1933)
- Libro de cumpleaños del doctor Dolittle (1936)
- Doctor Dolittle y el Lago Secreto (con derechos de autor de 1923, pero no publicado hasta 1948)

## Adaptaciones
Ha habido una serie de adaptaciones de las historias de Doctor Dolittle en otros medios:
- 1928: Doktor Dolittle und seine Tiere (Doctor Dolittle y sus animales), un corto animado y mudo en alemán de Lotte Reiniger[8][9]
- 1933–1934: serie de radio de la NBC[9]
- 1967: Doctor Dolittle, protagonizada por Rex Harrison[10]
- 1970–1972: serie de televisión animada del Doctor Dolittle, producida en DePatie-Freleng Enterprises para 20th Century Fox Television[11]
- 1973: adaptación teatral del Philadelphia Boys Choir & Chorale, que se utilizó durante su gira de conciertos por Bélgica y Kenia[12]
- 1995-2001: audiolibros de la BBC leídos por Alan Bennett[13]
- 1998: Doctor Dolittle escenario musical de Leslie Bricusse , basado en la película musical de 1967[14]
- 1998: Dr. Dolittle y sus secuelas: Dr. Dolittle 2 (2001), Dr. Dolittle 3 (2006), Dr. Dolittle 4: Perro presidencial (2008) y Dr. Dolittle 5: El perro del millón de dólares (2009), en los dos primeros protagonizados por Eddie Murphy, los cinco protagonizados por Kyla Pratt como su hija Maya.
- 2007: adaptación musical teatral de TheatreWorksUSA, escrita por Randy Courts y Mark St. Germain[15]
- 2011: La película animada directa a video The Voyages of Young Doctor Dolittle, protagonizada por Jane Seymour, Jason Alexander y Tim Curry[16]
- 2018: Little Miss Dolittle (Liliane Susewind: una aventura animal o La pequeña traviesa), película alemana protagonizada por Malu Leicher.
- 2020: Dolittle, una nueva adaptación de acción en vivo protagonizada por Robert Downey Jr., Michael Sheen y Antonio Banderas.[17]

## Apariciones en otros idiomas
La novela infantil rusa Doctor Aybolit (Doctor Oh-it-duele) de Korney Chukovsky (publicada por primera vez en 1924) se basaba libremente en las historias del Doctor Dolittle. La novela original acredita el trabajo de Lofting, al igual que Chukovsky en sus memorias.
El dramaturgo, compositor e ilustrador noruego, Thorbjørn Egner, hizo un álbum llamado Doktor Dyregod (Doctor bueno para los animales) con canciones e historias basadas en el Doctor Dolittle.
Todos los libros de la serie han sido traducidos al japonés por Ibuse Masuji y al lituano por Pranas Mašiotas (pocas décadas después de la aparición de un original).